# Хакан Арслан
Хакан Арслан (тур. Hakan Arslan, нар. 18 липня 1988, Фатіх, Туреччина) — турецький футболіст, центральний півзахисник клубу «Сівасспор».

## Ігрова кар'єра
Грати у футбол Хакан Арслан починав у клубі аматорського рівня «Істанбул Гюнгеренспор», де у 2007 році був переведений до складу першої команди. разом з командою футболіст вигравав турнір Другої ліги і грав у Першій лізі. Влітку 2011 року футболіст перейшов до клубу «Самсунспор», який виграв турнір Першої ліги і вийшов до Суперліги. У листопаді 2011 року Арслан зіграв свій перший матч на вищому рівні.
У першому ж сезоні «Самсунспор» вибув до Першої ліги, а взимку 2013 року Арслан перейшов до клубу Суперліги «Сівасспор», де одразу зайняв постійне місце в основі. У 2022 році у складі «Сівасспора» Арслан став переможцем національного Кубка Туреччини.

## Титули
Сівасспор
 Переможець Кубка Туреччини: 2021/22